# Selavagetak
Selavagetak (armeniska: Սելավգետակ) är ett vattendrag i Armenien.   Det ligger i provinsen Gegharkunik, i den centrala delen av landet, 80 kilometer öster om huvudstaden Jerevan.
Runt Selavagetak är det ganska tätbefolkat, med 72 invånare per kvadratkilometer.